# 돈 도코 돈
돈 도코 돈(ドンドコドン, Don Doko Don은 타이토가 1989년에 발매한 아케이드 플랫폼 게임이다. 드워프들이 가진 연장(메)로 화면 상의 모든 적들을 해치워서 진행하는 게임이다.
1992년에 패미컴으로 후속작 돈 도코 돈 2이 발매됐다.